# Dévai Boglárka
Dévai Boglárka (Szombathely, 1999. november 12. –) Európa-bajnok, Európa-bajnoki bronzérmes magyar tornász.

## Pályafutása
A Szombathelyi Sportiskola keretein belül működő Delfin Sportiskolai Sportegyesület tornásza 2005 óta.
A 2014. évi nyári ifjúsági olimpiai játékokon Nankingban hatodik lett ugrásban, összetettben pedig a 16. helyen végzett.
2015 szeptemberében az eszéki világkupán ezüstérmes lett ugrásban.
2016 májusában ugyan a berni Európa-bajnokságra induló magyar csapat tagjává választották, de később könyöksérülése miatt mégsem tudott részt venni a június elején kezdődött sporteseményen.
2017 április elején az országos bajnokságon ugrásban megvédte bajnoki címét, majd április második felében a kolozsvári Európa-bajnokságon bronzérmes lett ugrásban. Májusban megnyerte az eszéki világkupát ugrásban. Szeptemberben a Nemzetközi Torna Szövetség (FIG) által rendezett Challenge világkupa-sorozat szombathelyi és párizsi állomásán egyaránt ezüstérmet szerzett ugrásban. Lábsérüléssel bajlódva vett részt októberben a montreali világbajnokságon, ahol csak ugrásban indult, s a 14. helyen végzett.
2018 júliusában az országos bajnokságon ugrásban második lett Péter Sára mögött.
A 2018-as glasgow-i Európa-bajnokságon aranyérmet szerzett ugrásban, húsz év elteltével a magyar tornasport első Európa-bajnoki címét szerezve. A magyar csapat – aminek tagja volt Böczögő Dorina, Fehér Nóra, Makra Noémi és Péter Sára mellett – a csapatversenyben a nyolcadik helyen végzett.
2018 szeptemberében lábujjsérülést szenvedett, majd a műtéte után a seb elfertőződött. Másfél éves kihagyást követően 2020 márciusában jelentkezett újból edzésre a tornászválogatott edzőtáborában. Október 3-án aranyérmet nyert a Szombathelyen megrendezett világkupaversenyen. Két hét múlva súlyos porc- és szalagsérülést szenvedett.
2023 végén befejezte sportolói pályafutását.

## Sikerei, díjai
- Az év magyar tornásza (2018)[25]
- Lóránt Gyula-díj (2019)[26]